# Stazione di Maletto
La stazione di Maletto è una stazione ferroviaria posta sulla ferrovia Circumetnea. Serve il centro abitato di Maletto.

## Strutture e impianti
La stazione è a due elevazioni, ed è posta a sud del fascio binari viaggiatori; quest'ultimo è costituito da due binari interconnessi da due scambi elettromagnetici di estremità, dal segnalamento di protezione e partenza, e da un binario tronco parallelo, collegato al primo binario da uno scambio manuale, il quale viene spesso utilizzato per la sosta dei mezzi ferroviari da cantiere.
Come per poche altre stazioni della ferrovia, essa è posta alla destra rispetto al senso di marcia della strada ferrata.

## Movimento
La stazione di Maletto è servita da treni in servizio fra Catania e Riposto.

## Servizi
La stazione è dotata di:
- Annuncio sonoro annunciante l'arrivo dei treni;
- Sala d'attesa.